# The Legend of Zelda: Ocarina of Time
The Legend of Zelda: Ocarina of Time (ゼルダの伝説 時のオカリナ Zeruda no Densetsu Toki no Ocarina) és un videojoc d'acció i aventura de la franquícia The Legend of Zelda desenvolupat per la divisió EAD de Nintendo per la videoconsola Nintendo 64. Fou publicat al Japó el 21 de novembre de 1998, a Amèrica del Nord el 23 de novembre de 1998 i a Europa l'11 de desembre de 1998. Desenvolupat originalment per la Nintendo 64DD, finalment fou publicat en un cartutx de 256-megabits (32-megabytes), el cartutx amb més capacitat produït per Nintendo fins llavors. Ocarina of Time fou la cinquena entrega de la sèrie de videojocs i la primera amb gràfics 3D.
A Ocarina of Time, el jugador controla l'heroi emblemàtic de la sèrie, Link, que emprèn una expedició per la terra fictícia de Hyrule per impedir que Ganondorf, Rei de la tribu Gerudo, obtingui la Triforce, una relíquia sagrada que concedeix els desitjos al seu propietaris. Link viatja a través del temps i explora diverses masmorres a fi de despertar uns savis que tenen poder per segellar Ganondorf per sempre més. Al videojoc la música hi té un paper important, ja que per progressar el jugador ha d'aprendre i tocar un seguit de cançons amb una ocarina.
La seva rebuda per part d'aficionats i crítics fou immensament positiva i encara avui dia molts el consideren el millor videojoc de tots els temps. Ocarina of Time introduí elements com ara la fixació d'objectius i l'ús de botons per la realització de tasques específiques que des de llavors s'han convertit en trets comuns dels jocs d'aventura tridimensionals. Al Japó se'n van vendre més de 820.000 còpies l'any del seu llançament, esdevenint el desè joc més ben venut del 1998. Al llarg dels anys la xifra de còpies venudes al mercat nipó augmentà fins a 1,14 milions, i a més de 7,6 milions arreu del món. El joc guanyà el Gran Premi a la divisió d'Art Interactiu del Japan Media Arts Festival, i rebé sis distincions al 2n Interactive Achievement Awards anual. Actualment és el joc més ben puntuat de la pàgines web de revisions additives Metacritic, amb una puntuació de 99/100; el 2008 i el 2010, el Guinness World Records l'allistà com el joc més ben puntuat de la història.
S'han fet quatre grans rellançaments d'Ocarina of Time. Originalment es dugué a la GameCube juntament amb l'Ocarina of Time Master Quest (que incloïa masmorres reelaborades amb trencaclosques nous) i també com a part de The Legend of Zelda: Collector's Edition. El 2003 n'aparegué una versió per iQue Player, i el 2007 per la Virtual Console de la Wii. Aquestes republicacions tengueren una rebuda força bona; tot i que alguns crítics consideraren que el joc no estava prou actualitzat, d'altres escrigueren que el joc havia sobreviscut al pas del temps. Finalment, la versió per 3DS del joc fou publicada el 2011, de nou incloent les masmorres renovades de la Master Quest (absents a les versions de Wii i iQue) i amb gràfics actualitzats i efectes 3D.

## Trama

### Endurint i caràcters
El joc se situa en Hyrule, un regne creat fa molt de temps per tres Goodness, Din, Nayru, i Farore. Quan abandonen la terra per retornar als cels deixan un poder que concedeix els desigs de qualsevol que el tocava; la Triforce. La Triforce es segellava en una altra dimensió anomenada el "Sacred Realm", que s'assegurava la seva entrada per la Master Sword en el seu pedestal al Temple of Time. Després d'una gran guerra civil en Hyrule, comença la història amb un noiet orfe anomenat Link. Aquest tenia malsons al Kokiri Forest, un dels Lost Woods, en l'àrea oriental sud d'Hyrule. Somiava en un home malvat que perseguia a una dona amb una nena a cavall.
Set races d'hominoides habiten Hyrule. Els Hylian són una raça que aguanten una semblança amb els humans amb l'excepció de les seves orelles puntxegudes semblant als elfs. Els Hylian principalment resideixen al Hyrule Castle Market, encara que alguns viuen al Kakariko Village, un poble pròxim a la ciutat mentre altres habiten esporàdicament per tot Hyrule. Són governats per un King (present però fora del marc en el joc), la filla del qual és la Princess Zelda, la legítima descendent de la Royal Family del Hyrule's Kingdom.
Els Kokiri són nens de boscos que eren creats per l'esperit del guardià del Kokiri Forest, el Great Deku Tree. Mai no envelleixen i mai no marxen del bosc. Tots els nens Kokiri tenen una fada que els acompanya durant les seves vides. Link, l'heroi del joc, viu amb aquesta raça al començament del joc. La seva millor amiga és una Kokiri anomenada Saria. En Link no és un Kokiri veritable, ell és un Hylian. El Great Deku Tree s'encarrega d'ell des de la mort dels seus pares.
Els Goron són criatures que mengen roques, i varien molt de mida. Viuen a Goron City, a mig camí cap amunt de Death Mountain, un volcà actiu; i el seu líder és Darunia. Els Zora són homes-peixos, que viuen en la font del Zora's River, el subministrament d'aigua del regne. El riu recórrer les terres de Hyrule i desenboca al Lake Hylia, a un extrem del regne. Els Zoras són governats pel King Zora la filla del qual és la Princess Ruto. L'esperit de guardià del Zora's Domine és el Senyor Jabu-Jabu, un peix immensament enorme.
El Sheikah, els "guardians de l'ombra" són els guardians de la Royal Family, quin els protegirà a tot preu, són una raça que semblen ser Hylian amb ulls vermells. Posseeixen diverses habilitats màgiques i se sap que operen dins de les ombres. Impa, la mainadera d'infantesa de Zelda i guardaespatlles, es diu que és l'últim Sheikah restant. Ajudava a establir Kakariko Village, en la base de Death Mountain.
Les Gerudo són una raça gairebé totalment femella de lladres que viuen al desert a l'oest. Només un home neix cada cent anys i aquest home sempre es converteix en el seu King. El més recent d'aquests és Ganondorf, un home amb armadura negre i "ulls dolents", que jura fidelitat al King of Hyrule, però en realitat el vol assassinar. Ganondorf és l'antagonista principal del joc. Les Gerudo, tanmateix, són suposadament manats al davant per Nabooru, que es nega a reconèixer Ganondorf com el seu King.

### Argument
A The Legend of Zelda: Ocarina of Time en la franquícia The Legend of Zelda, narra com es varà complir la llegenda de la Triforce. La història de l'argument d'aquest videojoc comença amb la introducció d'un jove de deu anys que vivia en el Kokiri Forest, i estava marginat per ser l'únic noiet de la casa que no posseïa la seva pròpia fada guardiana. El seu nom era Link. Totes les nits sofria terribles malsons que l'hi arravataven el son, en las que veia un immens castell del que escapava una dona amb una misteriosa noia, perseguides per un perillós home d'aspecte malvat, en una fosca nit de tempesta. En Link és cridat un matí davant la presència del Venerable Deku Tree, el Lord of the Forest, qui l'hi encomana la missió de cercar la Princess of Destiny, camí que l'hi ajudaria trobar el seu veritable destí. L'hi assignà a una curiosa fada, Navi, com a protectora guardiana en la seva travessia a la capital.

Link i la Princess Zelda de petits.

 Després d'infiltrar-se al Hyrule Castle, Link conegué la Princess Zelda, i aquesta l'hi explica les seves premonicions. S'alien per lluitar contra el despietat Ganondorf, el malvat Líder de les Gerudo que jura falsament lleialtat al King of Hyrule, per evitar que aquest s'apoderi del Gold Power, la llegendària Triforce. Junts tramen una conspiració per obtenir les tres Spirituals Stones que, juntament amb l'Ocarina of Time, el tresor de la Royal Family of Hyrule, són necessàries per obrir les portes del Sacred Realm on es troba relíquia i poder tocar-la abans que el malvat, evitant, així, que la llegenda es compleixi i el Regne d'Hyrule quedi sumit en el caos.
Malauradament, el destí semblava haver decidit que Ganondorf s'ha apoderarà de la relíquia. Link obté l'Ocarina of Time, el tresor de la Royal Family of Hyrule, i va assistir al Temple of Time. Ja en aquest, Link trobà l'Master Sword, l'arma més poderosa i llegendària d'Hyrule, del qual es diu que només pot ser usada per algú digne d’ésser un verdader Heroi. Link treu aquesta del Pedestal of Time, i obrí la porta al Golden Land, on es trobà la Triforce. Lamentablement, Ganondorf segueix a Link, entra al Sacred Realm i obtenir la relíquia. Link quedà atrapat en el Sacred Realm durant set anys, atès que estava destinat a ser l'Hero of Time, però era molt jove per combatre el mal, de manera que el seu esperit quedà presoner i el jove heroi es transformà en un home fort, en el portador de la Sagrada Triforce del Coratge i en aquell capaç de viatjar endavant i enrere pels corrents del Time's River gràcies a la Master Sword: l'Hero of Time.

Ganondorf, el King of Evil, lluitant contra Link, l'Hero of Time.

 Link llavors és enviat pel venerable Rauru, el Savi de la Llum, a despertar als cinc Sages of Hyrule: Saria, Sage Kokiri of the Forest, Darunia, Sage Goron of the Fire, Ruto, Sage Zora of the 'Water, Impa, Sage Sheikah of the Shadow, i Nabooru, Sage Gerudo of the Spirit. Així, Link aconseguiria salvar a Hyrule de les garres d'en Ganondorf, l'autoproclamat King of Evil, que havia conquerit el regne. Link viatjà per tots els confins d'Hyrule per a rescatar els Sages of Hyrule dels Temples amb èxit. En el seu trajecte trobà al misteriós Sheik, que ajuda a Link en el seu camí en els Temples. Així Link, despertà els Sages, i derrotà el mal que Ganon havia implantat aquests. Però en el seu transcurs, la Princess Zelda, que resultava ser Sheik, és segrestada per Ganondorf. Finalment, Link s'endinsà en el seu castell i el derrotà amb la Master Sword i amb l'ajut de Zelda i els Sages, tancant-lo al Evil Realm. La Princesa Zelda usà l'Ocarinaof Time per tornar a Link a la seva època. Aquest visita la jove Princesa Zelda i li demana l'Ocarina of Time...
Aquest episodi és fonamental per comprendre la història de The Legend of Zelda al complet, perquè és (per ara) el primer en la cronologia de la sèrie. Dels seus dos finals (un en el futur i altre en el passat) parteixen els fils del millor joc de la història de les consoles, fou el primer The Legend of Zelda que es varà fer completament en 3D i causà un gran impacte en el món sencer.

## Personatges principals

### Link, l'Hero of Time
Link és el principal protagonista d'aquest videojoc i d'altres entregues de la saga (tot i que aquest no és el mateix d'altres entregues). Link és un jovenet que viu en el Kokiri Forest, frustrat per no tenir una fada guardiana. Però en matí, una fada anomenada Navi l'hi explica que el Great Deku Tree, protector i amo del bosc, vol parlar-li immediatament. Aquest l'hi explica que unes terribles tenebres atacaran el Regne d'Hyrule, i a partir d'aquí, Link s'embarcarà en increïbles aventures per cercar les sagrades Spirituals Stones. Aquest trobà amistat amb la Princess of Hyrule, mencionada pel moribund Deku Tree, la Princesa of Destiny, Zelda.
Junts especularan un complot contra Ganondorf, el Gerudo King, que aspirà conquerir el regne mitjançant la recerca d'una poderosa Relíquia, la Triforce. Quan Link reuneix les Pedres, Ganondorf toma una isurreció contra el Hyrue Castle i Zelda fuig amb Impa, de las Sheikah. Després d'empunyar la Master Sword del Temple of Time, Link es despertà set anys després. Així el Regne d'Hyrule està en la foscor i Ganondorf és el seu governant. Després de tornar el seu poder corresponen als Sages al seu Temple corresponent, i amb l'ajut de Sheik (àlter ego de Zelda), Link s'enfrontà Ganon en una baralla final. S'alçà victoriosament, i el país tornà en pau.

### Princesa Zelda
La Princess Zelda és la legítima descendent de la jearquía d'Hyrule, el regne en què transcórrer el joc. Quan aquesta coneix el protagonista Link, sap instantàniament que pot confiar en ell, per això conspiren contra el malvat Ganondorf, el King Gerudo. Així que el protagonista ha de partir a la recerca de les Spirituals Stones per obrir la porta que condueix a la sala de la Master Sword, en el Temple of Time. Impa, protectora de Zelda, l'hi ensenyà Link la Zelda's Song', una melodia important pel videojoc. Quan Link torna de la seva recerca, Zelda ha de fugir per la invasió de Ganondorf, que s'ha apodera del Castell de la Royal Family.
Durant els set anys en què Link varà estar segellat en el Temple of Light, Zelda es varà transformar en Sheik; el seu àlter ego, i quan Link es va despertar i es disposà vèncer Ganon, aquesta ajuda a Link en el seu transcurs en els Temples d'Hyrule, en la seva missió d'ajudar els Sages. Després que el jove Link despertes els Sages Hylian, Zelda revelà el seu aspecte original. Tanmateix, en aquell precís instant, se segrestada per Ganondorf, que durant set anys l'estava donant caça. En la batalla final contra el malvat, Zelda utilitzà la seva màgia, junta amb la dels Sages Hylian, i junt amb la Master Sword d'en Link, per tancar Ganondorf al Evil Realm, quedant-se amb la Triforce del Poder.
La Princesa Zelda també posseeix un àlter ego anomenat Sheik, que afirma ser una Sheikah, per amagar-se de la del malvat Ganondorf, que l'havia estat perseguint durant set anys seguits des que va aconseguir el control del Regne d'Hyrule. Aquesta transformació és pràcticament perfecte; ja que té el poder de canviar el color de la pell i dels ulls. Sota l'aparença de Sheik, Zelda ajudà al jove Link en la seva missió de cercar els setge dels Sages, ensenyant-li al protagonista diferents melodies amb la seva Llíria que servirien a Link en la seva victòria.

### Ganondorf
Ganondorf, el Great King of Evil, és el malvat antagonista d'Ocarina of Time i King de las Gerudo, que cada 100 anys en aquesta tribu desèrtica, neix només un sol baró. La seva única aspiració és conquerir el món i governar amb puny de ferro la bella terra d'Hyrule. Quan aquest arribà a Hyrule per usurpar la Relíquia Llegendària, la coneguda i llegèndaria Triforce, promet una falsa lleialtat al King del regne, per així conspirar contra Zelda, la portadora de l’Ocarina of Time i robà les Spirituals Stones per apoderar-se de la Triforce. Més endavant, Ganon enganyà i utilitzà al jove protagonista perquè reunís les pedres i aconseguís l'Ocarina, Ganon seguí a Link al Temple of Time, mentre aquest empunyava la Master Sword per penetrar al Sacred Realm i apoderar-se de la Trifoce per conquerir el món conegut (Hyrule i altres terres, respectivament).
Quan aquest s'apoderà de la relíquia, només obtén la Triforce del Poder i les altres due parts cauen an Link (la del Coratge) i a Zelda respectivament (la de la Saviesa). Ganon implantà terribles monstres malvats per tots els Temples per segellar el poder dels Sages Hylian, però no obstant foren derrotats per l'Hero of Time, i aquest va poder penetrar-hi al seu castell i derrotar-lo, tancant-lo al Evil Realm amb l'ajut dels Sages i de Zelda. Tanmateix, la Triforce del Poder estava en mans de Ganon, i aquest va jurar que quan pogués sortir del Evil Realm es venjaria dels decendents de Link, Zelda i dels Sages, concretament.

## Jugabilitat

Link lluitant contra un Wolfos.

Ocarina of Time és un videojoc tridimensional amb l'acció transcorrent en el overworld d'Hyrule, connectat en el mode tercera persona. Link és controlat amb la palanca del mando i la seva principal arma és l'espasa, regulat en el botó B. Altres tipus d'armes de l'inventari es poden assignar en els diferents botons. Dit inventari és pobre en el principi del joc, però a mesura que es va avançant aquest creix considerablement en diferents articles necessaris per acabar el joc, uns articles més destacables i eficients que altres i més importants, com és l'exemple de les Light Arrows.
Com altres jocs de la franquícia, Ocarina of Time conté diversos Dungeon; àrees autònomes grans amb una sola entrada, amb la missió de cercar un important requisit per superar i avançar progressivament en el joc. Link ha de derrotar diferents enemics, resoldre diferents i múltiples enigmes i finalment derrotar el Boss de la Masmorra (Dungeon), un enemic amb una intel·ligència artificial molt superior, i amb una estratègia a aplicar per derrotar-lo i avançar en el videojoc. Si dita estratègia no s'aplica no es pot avançar.
La jugabilidad que va exhibir aquest Ocarina of Time en la seva època va ser simplement revolucionària i trencadora, exhibint un sistema que sens dubte va establir les bases de molts jocs en el futur, que van imitar i de vegades van millorar aquest sistema. El susdit és una evolució del Link ´ segon Awakening, si bé en ell havien dos botons a què es podien assignar objectes (A i B) en Ocarina of Time el sistema ha evolucionat i ara poden assignar-se'n gens menys que quatre botons, de manera que el jugador pot accedir a quatre objectes mitjançant aquests. Així el joc és molt més ràpid, ja que no s'ha de perdre temps seleccionant els objectes un a un des del menú per usar-los. Aquest sistema d'accés ràpid ha estat imitat en altres sagues, com la plataformera Ape Escape, o la famosa Kingdom Hearts (assignant les màgies a botons per exemple). N'hi ha prou amb prémer el botó assignat a l'objecte per usar el susdit i l'esmentat mètode és configurat des del menú.
I parlant d'objectes Ocarina of Time també porta una quantitat d'armes gens negligible i objectes per a Link, molts d'ells heretats d'altres Zelda, com la ja imprescindible espasa (que pot pujar-se dos nivells: un amb la Master Sword i un altre amb la Biggoron's Sword), l'Arc, el Ganxo, l'Escut de Llum o el Bumerán. Alguns d'ells han estat potenciats, com és el cas de l'Arc, que ara incorpora Fletxes de Gel i de Foc (que s'ha d'aconseguir independentment de l'Arc, clar) que congelen i cremen enemics o encenen torxes respectivament. L'Arc i el Bumerán també han evolucionat, ara en usar-los s'entra en una vista de primera persona on pots apuntar l'enemic (o interruptor) com si es tractés d'un FPS qualsevol. El Ganxo té un ús idèntic al que té aquest mateix instrument en la saga Tenchu, així doncs, entrarem en una vista de primera persona i en enganxar l'objecte a les superfícies òptimes pujarem ràpidament. L'Escut Mirall, presenti en el joc com no, podia usar-se per repel·lir projectils i reflectir en ell raigs de llum, per resoldre alguns puzles o paralitzar certs enemics. Les Ampolles, també presents, podien usar-se soles, sense necessitat d'usar el Cazapapallones. Finalment també torna des d'A Link to the Past el Martell Megaton, amb una útil ona expansiva en colpejar el terra.
Un objecte que ha tingut una gran transformació respecte a jocs anteriors és l'ocarina. Link pot interpretar melodies amb ella, que anirà aprenent amb el transcurs de l'aventura i per tocar-les caldrà prémer una combinació de botons (prèviament indicada en trobar la melodia). Hi ha melodies per a tots els gusts: canviar el dia i la nit, fer ploure, activar determinats mecanismes, cridar a l'euga Epona, i també teleportar-te per Hyrule. Aquestes últimes melodies s'han convertit en tota una llegenda.
Una curiositat és que Link podia muntar a cavall en aquest joc. En un lloc concret del joc, el Ranxo Lon-Lon, Link d'adult podia aconseguir una euga anomenada Epona. Rescatant-la de l'esmentat lloc podia usar-la per moure's a tota velocitat pels camps de Hyrule en cridar-la amb una cançó de l'ocarina. És una cosa que no sembla gaire útil, però a l'hora de complir certa tasca secundària és molt d'agrair. També hi ha la possibilitat de jugar amb ella a un entretingut minijoc consistent a encertar dianes amb l'arc mentre corres amb l'euga.
Link compta en aquest joc amb nous estris clar, encara que la majoria es basen en jocs anteriors, com dos nous parells de botes: les Botes d'Acer, que impedeix que l'aire t'arrossegui o que ens permeten caminar pel fons submarí, i les Botes Embuatades, que permeten sobrevolar uns segons els forats. També, igual com en el joc de super NES, Link compta amb robes extra, aquestes no atorguen més defensa, però sí caminar per llocs extremadament calorosos com el Temple del Foc amb la Túnica Goron o caminar sota l'aigua usant la Túnica Zora mes les Botes d'Acer. Link també disposa de tres encanteris, previ pagament de la seva barra de màgia, basats en les tres deesses creadores de Hyrule: l'Amor de Naryu, que fa a Link invencible uns instants, el Vent de Farore, que permet crear punts de transport per Hyrule, i el Foc de Din, un devastador encanteri que crema tot el que hi hagi al voltant del protagonista i encén torxes en massa. Link també explica amb un artefacte singular: les Lents de la Veritat, que li permeten descobrir coses invisibles per a l'ull humà, com parets ocultes i enemics invisibles (imprescindible en cert Temple). Link jove compte amb una arma inusual: un poderós tirador que dispara Llavors Deku, que és el substitut de l'arc en la infantesa de Link. Finalment destacar una arma certament original: les Bombchu, unes Bombes amb una forma similar a la d'un ratolí, que deixen anar i recorren veloçment l'estada fins que exploten o xoquen amb una cosa, inclòs Link.
El joc incorpora, a part del sistema abans comentat, altres coses que el converteixen en ràpid i revolucionari, com la funció del "blanc fix" mitjançant el qual comptarem amb l'ajut de Navi, la fada de Link, que es col·locarà sobre l'enemic i mai no el perdrà de vista mentre premem el botó corresponent. Això permet, entre altres coses, seguir a un enemic àgil o a un cap final sense importar el que faci, a més, mentre Link fixi el blanc en un enemic, podrà esquivar-lo si l'ataca fent tota mena de fintes. El blanc fix també serveix per atacar els rivals amb l'Arc i el Bumerán sense necessitat d'apuntar-los amb la manera en primera persona. Com pot veure's, totes i cada una de les millores produïdes en aquest joc és per potenciar la jugabilidad, creant un joc realment ràpid, dinàmic i entretingut, a més de, com he esmentat abans, establir les bases per a molts jocs del futur.
Sens dubte, el joc té secrets, no al nivell de jocs posteriors com Wind Waker (sense cap dubte el Zelda amb més secrets per metre quadrat) però sí que en té alguns, començant per les inevitables Peces de Cor per augmentar els Cors i passant per les Grans Fades (la vestimenta de les quals no és que s'assembli molt a una fada precisament) que li faran a Link tota mena de favors (augmentar la seva barra de màgia, donar-lo més defensa o ensenyar-li encanteris). A part d'aquests clàssics, també tenim una masmorra extra (el Camp d'entrenament Gerudo, per aconseguir les Fletxes de Gel) i la recerca de l'Espasa Biggoron, en la qual havíem d'aconseguir que un gegantí ferrer Goron ens fabriqui aquesta meravellosa espasa el doble de potent de l'Espasa Mestra i capaç de destrossar qualsevol cosa en segons (encara que és a dues mans i no es pot portar escut), encara que per aconseguir-la hi havia que, paral·lelament a la recerca del Bumerán en el Link's Awakening, fer una cadena de favors intercanviant objectes entre personatges, amb l'excepció que alguns d'ells corrien perill de degradar-se i desaparèixer si no els lliuràvem en un termini de temps (Epona és imprescindible).
En resum, un grandiós joc per al qual encara avui no ha passat el temps, i encara avui hi ha la possibilitat d'aconseguir-ho, ja que Nintendo el va llançar al costat d'altres clàssics de Zelda per a Nintendo Gamecube amb motiu del llançament de The Wind Waker, en un pack de luxe i limitat que incloïa a més Master Quest, una versió de l'Ocarina of Time més complicada i on la forma de recórrer les masmorres canviava, versió que originalment va sortir per al 64DD, l'afegit per a Nintendo 64 que suportava jocs a CD.

### Viatge en el Temps
El jugador en Ocarina of Time podia fer viatjar en Link en el temps. Això és degut al fet que gràcies al Pedestal del Temps, Link quant
 obtenir las Master Sword del Temple of Time, viatja en el temps set anys més tard. Set anys passats, el malvat Ganondorf havia obtingut la Triforce del Poder i era el governant suprem d'Hyrule i la dominava amb puny de ferro. Tots els habitants del país temien a Ganon, i ningú s'atrevia a plantar-li cara. Link teni que despertar els savis per poder tancar al malvat en el Evil Realm. Quan Link superar
 el forest temple, aquest podia regressar al passat, set anys abans que Ganon aconseguís la Triforce del Poder. Però encara que aquest pogués viatjar set anys abans de la catàstrofe no podia evitar que un futur Ganondorf aconseguís el control d'Hyrule. Només derrotant-lo en el futur podria guanyar-lo.

#### Diferències entre el passat i el futur
Com sa dit més dalt Link podia viatjar en el pasta, on Hyrule estava tranquil·la en pau i harmonia, o el futur on Hyriule estava sumit en el caos i Ganondorf era el seu Rei. Hi ha unes guantes diferències entre aquests dos temps. La ciutadella, Hyrule Castle Town, (Ciutat del Castell d'Hyrule), en el passat era rica i alegre; gent de tot el món venia a admirar tal bonica ciutat, també es trobava el meravellós Hyrule Castle, centre del país i habitatge de la Família Reial d’Hyrule. En el futur la ciutadella és destruïda, habitada per ReDeads, uns morts vivents. El Castell d'Hyrule, ha esdevingut la fortalesa del Rei del Mal, Ganon’s Castle, habitatge de Ganondorf, i últim Dungeon del joc. Altres diferències són presents en el passat i el futur. La Muntanya de la Mort (Deadh Mountain) està inactiu en passat, mentre que en el futur està actiu gràcies a la malvada Volvagia. El Domini Zora (Zora Domain), habitat pels Zora en el passat està congelat i mort (excepte pel seu Rei) en el futur. El Bosc Kokiri no ha sofert massa canvis, excepte que en el futur està dominat per monstres múltiples seguidors de Ganondorf. El Gerudo Valley i el Haunted Wasteland tampoc ha sofit canvis (excepte que en passat Link nen no podia penetra en aquest i en el futur si). La Villa Kakariko (Kakariko Village) en el futur ha adquirit botigues i ha crescut una miqueta. L'Hyrule Field no ha sofrit canvis. El Lake Hylia en el passat era un llac immens, en el futur de l'Hyrule de Ganon, està quasi completament assecat.

### Aspectes tècnics
El nivell gràfic d'Ocarina of Time està a l'altura de la consola de la que procedeix, així el joc presenta uns bons gràfics, que manquen dels clàssics "cuadraditos" que tenien les consoles de 32 bits, a causa que estem parlant d'una consola més potent (64 bits). Els escenaris són suaus i sòlids i encara avui es pot jugar Ocarina of Time sense dolor d'ulls. Són molt variats, bastant més que els dels jocs anteriors, i mostren gran quantitat de llocs diferents: el Bosc Kokiri, l'enorme Vall de Hyrule (que serveix d'accés a totes les regions del lloc), la Muntanya de la Mort amb els seus cingles i desnivells, els Dominis Zora parcialment submergits sota l'aigua, i el freqüentat mercat de Hyrule entre d'altres. Alguns escenaris són especialment impressionants, com l'exterior del Temple del Temps o el macabre i fosc Castell de Hyrule quan ha estat dominat per la foscor del malvat Ganon, no obstant això, donen certa sensació d'estatisme, ja que els escenaris amb prou feines tenen elements mòbils, però per a l'època són simplement sublims. El disseny de personatges tampoc no es queda enrere, encara que algunes races, com els Hylian o les dones Gerudo són massa quadriculades. Destaca especialment l'impressionant disseny del Link adult.
El joc exhibeix alguns aspectes únics i originals com el fet que es farà de dia i vesprejarà mentre caminem pel món de Hyrule. Això no afecta massa el progrés del joc (bàsicament en el camp de Hyrule sortiran uns molestos esqueletillos i al Castell de Hyrule obriran algunes botigues unicamente durant el dia o la nit). Les masmorres d'Ocarina of Time són les més variades de la saga i probablement les millors, hi ha de tot: l'interior de l'Arbre Deku, una cova, un temple submergit sota l'aigua, un altre de foc, un tètric laberint on res no és el que sembla, i fins i tot visitarem la tripa d'una criatura: Jabu-Jabu, el guardià dels Zora. Cada una té, per dir-ho així, la seva pròpia personalitat i és radicalment diferent a les altres.
L'àmbit sonor també està a l'altura, encara que està en bastant segon pla. Una cosa que es nota, per exemple, en la desaparició de la melodia clàssica de la saga, tanmateix, comptem amb una gran varietat de melodies perfectament adaptades a l'entorn on ens trobem: alegria al mercat de Hyrule, suau i relaxant en el Domini Zora, molt "de fàbula" al Bosc Kokiri... Las de les masmorres són en general tènues i apagades, encara que també s'adapten al calabós on estigui tenint lloc l'aventura. A destacar els canvis sobtats de música, una cosa que es nota en topar-se amb un dels molts enemics que es trobarà Link en el seu viatge, veurem com aquesta en canvia una altra que ens posa en tensió i ens prepara per al combat.
Quant als efectes de so, són del millor que podem trobar a Nintendo 64. Són molt variats, encara que l'estrella, per descomptat, és Link. En el joc se li va posar per primera vegada veu i, malgrat que no parla (mai no ho ha fet ni mai ho farà), sí que té una enorme varietat de sons (en atacar, en ser colpejat per un enemic, en caure, en aixecar pesos...) donant-li una personalitat molt marcada. Els altres efectes són més aviat normals, estan els de les armes (n'hi ha un per a cada objecte), encara que altres efectes també molt reeixits són els dels enemics, pràcticament cada un té un efecte per a quan ataca i un altre per a quan és derrotat per Link (i alguns són bastant graciosos). D'altres són els dels personatges que poblen el món (bastant per sota dels enemics), efectes climatològics com trons i pluja i també destacar el dels passos de Link, el so del qual canviarà segons la superfície que l'heroi estigui trepitjant.

## Desenvolupament
Un nou The Legend of Zelda es revelava amb una demostració tècnica mostrada a la conferència SpaceWorld, Nintendo originally intended the game for the Nintendo 64DD peripheral, but later decided to release it on a cartridge. i originalment Nintendo planejava afegir un nou videojoc a la Nintendo 64, que més tard es convertia en el cartutx conegut. L'equip de desenvolupament implicat per sobre de 120 persones, incloent-hi especialistes per capturar el moviments d'espasa i entre altres moviments.

### Música

Link tocant l'Ocarina del Temps.

La música d’Ocarina of Time varà ser composta per Koji Kondo famós compositor de videojocs de Mario Bross. La música és culturalment i mundanament inspirada, com exemplificat en la seva diversitat des de la música de cartoonish al Bosc Kokiri fins a flamenco espanyol a la Vall Gerudo. En algunes localitzacions, la música és una variació d'una tonada d'ocarina important relacionada amb aquella àrea. Per exemple, a Lon Lon Ranch, el tema és la Cançó d'Epona, amb variacions petites i grans.
El tema durant el títol d'obertura és una recombinació del tema "de xiulet d'estatja" des del títol original de 1986 The Legend of Zelda. El tema d'overworld d'Hyrule dels Zelda passats, que és considerat per la majoria dels admiradors com la tonada Zelda "oficial", no és a l'Ocarina of Time completament, encara que la seva frase d'obertura és subtilment present en el tema de Camp Hyrule. El tema per al Temple de Foc està inspirat més probablement per una crida d'oració islàmica, amb una veu masculina que canta en la segona meitat de la cançó. A causa d'alguna protesta, Nintendo convertia això en cartutxos posteriors en un Cant Gregorià imprecís.

### Rumors
Un primer rumor en un vídeo en el joc d'Ocarina of Time mostra Link que rebent la Triforce d'un pedestal. Tal escena mai no ocorreix en el joc final, i la trama no permet Link obtenir la Triforce complet, encara que Link obtén la Triforça de Valor quan Ganondorf ingressa al Temple de Temps i rep la Triforça de Poder del Sacred Realm. Malgrat això, el vídeo ha provocat especulació pel que fa a si la Triforça existeix a l'Ocarina of Time com a element assequible, a mesura que fa en altres jocs de The Legend of Zelda.
L'Ocarina of Time conté uns codis de desenvolupament i de text que no s'utilitzà al producte final. El text japonès restant als elements blancs mostra que hi havia dos medallons extres anomenats els Medallons de Vent i Gel (apareix a la pantalla de selecció d'element i en slots). Les dades dels sis Medallons Elementals s'utilitzen com els elements existents, sense cap efecte de període assignat. Uns quants primers vídeos mostren medallons proveïts als Botons de centígrad en la versió no definitiva del joc.

### Realització
L'Ocarina of Time guanyava una quantitat gran de promocional abans de la seva distribuició; consegüentment només els que havien predemanatt el joc tenin qualsevol garantia de rebre una còpia.
Els primers dos jocs Zelda alliberats per a la NES tenien cartutxos daurats, més que el nivell que els cartutxos de color grisos. Aquests utilitzaven gairebé cada dos jocs concedits a una llicència per a la consola. Mantenint-se amb la tradició, les còpies predemanades d'Ocarina de Temps eren també daurades. També la coberta de la caixa tenia una coberta gruixuda de plàstic enganxada sobre la coberta original, quina aquesta era també daurada.
Tanmateix, aquest no era el cas a Europa on el joc tenia un cartutx gris estàndard a causa de Nintendo d'Europa (encara que hi havia de fet alguns cartutxos d'or, molts escassos però hi havia). Un incentiu possible era econòmic, com els cartutxos grisos estàndards són barats comparats amb models daurats. Un s'hauria de fixar que Austràlia (que està com Europa, part de la regió de COMPANY) tenia cartutxos daurats. També, la seqüela d'Ocarina de Temps, Majora Mask, tenia un cartutx daurat a Austràlia i Europa.

## Recepció

### Vendes
The Legend of Zelda: Ocarina of Time és un el jocs més venuts de la Nintendo 64, amb més de 7,4 milions d'exemplars i còpies en tot el món. En l'any 1998 quan es va acabar l'any ja es van vendre 2,5 còpies en tot el món. Aquesta mateixa augmenta a la xifra més familiar i ja dita amb anterioritat. És juntament amb Super Mario 64, el joc més venut de Nintendo 64 i une de les obres mestres de Nintendo. És també un dels jocs més relatius de l'empresa i insígnia de dita empresa de videojocs.

### Crítica
| Publicació                       | Puntuació  | Detalls                           |
| -------------------------------- | ---------- | --------------------------------- |
| Famitsu                          | 40 de 40   | La seva primera màxima puntuació. |
| IGN                              | 10 de 10   | Joc de l'any                      |
| Nintendo Power                   | 9.5 de 10  | El millor joc de tots els temps.  |
| Nintendo Acción                  | Excel·lent | Joc de l'any                      |
| Hobby Consolas                   | 100 de 100 | Joc de l'any.                     |
| Viciojuegos                      | 99 de 100  | Joc de l'any.                     |
| Compilació de diverses critiques |            |                                   |
| Game Rankings                    | 100 de 100 | 100 de 100                        |

El joc va estar aclamat per tota la crítica especialitzada des del seu llançament a finals de l'any 1998, pels seus excel·lents i meravellosos gràfics (els millors per la seva època), el seu espectacular disseny, el seu enginy i l'esquema de joc, la seva excel·lent jugabilitat, i una destacada música, van aconseguir ser considerat per crítica i públic, com el millor joc de tots els temps superant a The Legend of Zelda: A Link to the Past, un joc que per si mateix ja es varà considerar una obra mestra i un dels millors jocs de Nintendo.
Ocarina of Time és un dels molts i excel·lents videojocs que sempre se cita en la llista de "Els millors jocs de tots els Temps". L'Ocarina of Time és considerada per moltes revistes de videojoc com un dels millors videojocs de tots el temps (vegi la taula de la dreta). L'Ocarina of Time es classificava segon darrere Super Mario Bros a l'edició del 2005 dels 100 videojocs més grans de tots els temps, i arribava primer sobre la llista de l'elecció del lector. Nintendo Power anomenava Ocarina of Time el joc més gran de tots els temps. Els usuaris de GameFAQs escollia Ocarina com el segon millor joc l'any 2005 (darrere el Final Fantasy VII). Finalment, després d'una revista exhaustiva que cobria tots els reespectadors en els moments favorits de la revista i una mica de cobertura del Millor Joc, a l'Ocarina of Time li atorgava un 98% el personal de N64. La música de l'Ocarina del Temps es lloava per a la seva incorporació de qualitat i sense costura al joc

## Versions
Uns quants canvis es realitzaren després de l'alleujament inicial d'Ocarina of Time el 1998. Tots els cartutxos d'or del 1998 eren de la Versió 1.0. La Versió 1.1 dels cartutxos d'or començaven a ser alliberats a l'anyr 1999, en el qual Nintendo fixava un cert nombre d'errors des de la primera versió. Aquesta alhora era seguit per una Versió 1.2, que ocupa la majoria dels cartutxos grisos i tenia l'elecció del jugador Alguns dels cartutxos grisos són la Versió 1.0 o 1.1, però la Versió 1.2, els cartutxos grisos eren més comuns. La diferència més notable entre Versió 1.0 i les versions posteriors és que la Versió 1.0 permet a un jugar el joc sense l'Espasa Mestra, estalviant i recarregant quan s'hi dona un cop fora de les mans den Link per raons de la trama o entre molts altres.
Nintendo, després de la primera versió per Nintendo 64, llançà el 2003 una versió de l'Ocarina of Time' per la consola Nintendo GameCube. Aquesta nova edició del joc mai s'ha posat a la venda, sinó que s'inclou de regal en diverses promocions segons el país.
- Disc Extra de Zelda: És un disc bonus que inclou, a més del joc original adaptat al comandament i al maquinari de Gamecube (hi havia alguns temps de càrrega), una altra versió del joc anomenat The Legend of Zelda: Ocarina of Time Master Quest, amb un major grau de dificultat, al canviar els puzles dels temples, però siguent la història la mateixa.

Com obtenir-lo:
- Al Japó, Estats Units, Mèxic i Canadà: S'havia de reservar el joc de The Legend of Zelda: The Wind Waker, per a obtenir el disc extra de regal.
- Europa i Austràlia: Les 40.000 primeres còpies que sortiren a la venda de The Legend of Zelda: The Wind Waker portaven el disc extra a dins.
- The Legend of Zelda Collector's Edition: Aquest disc de col·lecció de videojocs de Zelda per Gamecube. En aquest es perd la reedició Master Quest d'Ocarina of Time però s'afegeixen els jocs The Legend of Zelda (1986) i The Legend of Zelda: Adventure of Link de la consola NES i The Legend of Zelda: Majora's Mask de la consola Nintendo 64.
- Estats Units i Canadà: subscrivint-se a la revista oficial nord-americana Nintendo Power i en alguns packs de Gamecube com a regal.
- Europa i Japó: En un catàleg acumulant estrelles en la pàgina web de Nintendo. També en alguns paquets de Gamecube com a regal.
- Per la Consola Virtual de Wii: recentment ha aparegut Ocarina of Time per poder ser descarregat en la consola virtual de Wii.